# Joseph Brant
Joseph Brant (Thayendanegea), född i mars 1742 i Cayahoga, Ohio, död 24 november 1807 i Burlington, Övre Kanada, var en mohawkisk militär och politisk ledare. Brant var officer i det Brittiska Indiandepartementet, som gjorde Storbritannien stora tjänster under det amerikanska frihetskriget och sedan ständigt kämpade för att tillvarata uramerikanernas rättigheter i Kanada och USA.

## Ungdom och tidigt liv
De anglikanska kyrkböckerna noterar att Joseph Brants föräldrar hette Peter och Margaret Tehonwaghkwangearahkwa. Joseph deltog redan från femton års ålder i de krigståg som mohawkerna förde som den brittiska arméns hjälptrupper och var bland annat en av sir William Johnsons irokesiska krigare vid Fort Niagaras fall 1759. När sir William 1760 gifte sig med hans syster, Mary Brant, blev Joseph uppmärksammad av honom och skickad till en indianskola i Connecticut. Där imponerade han med sin intelligens och läraktighet så mycket att rektorn ville sända honom till latinskolan i Princeton. Detta kom inte att ske, men genom sir William Johnsons inflytande kom Joseph att väljas till militär ledare bland mohawkerna, en position som han först med tvekan accepterade. Han blev även anställd som tolk av Indiandepartementet, där han av sina chefer betraktades som den mest kvalificerade och bäst lämpade översättare departementet hade.

## Amerikanska revolutionen

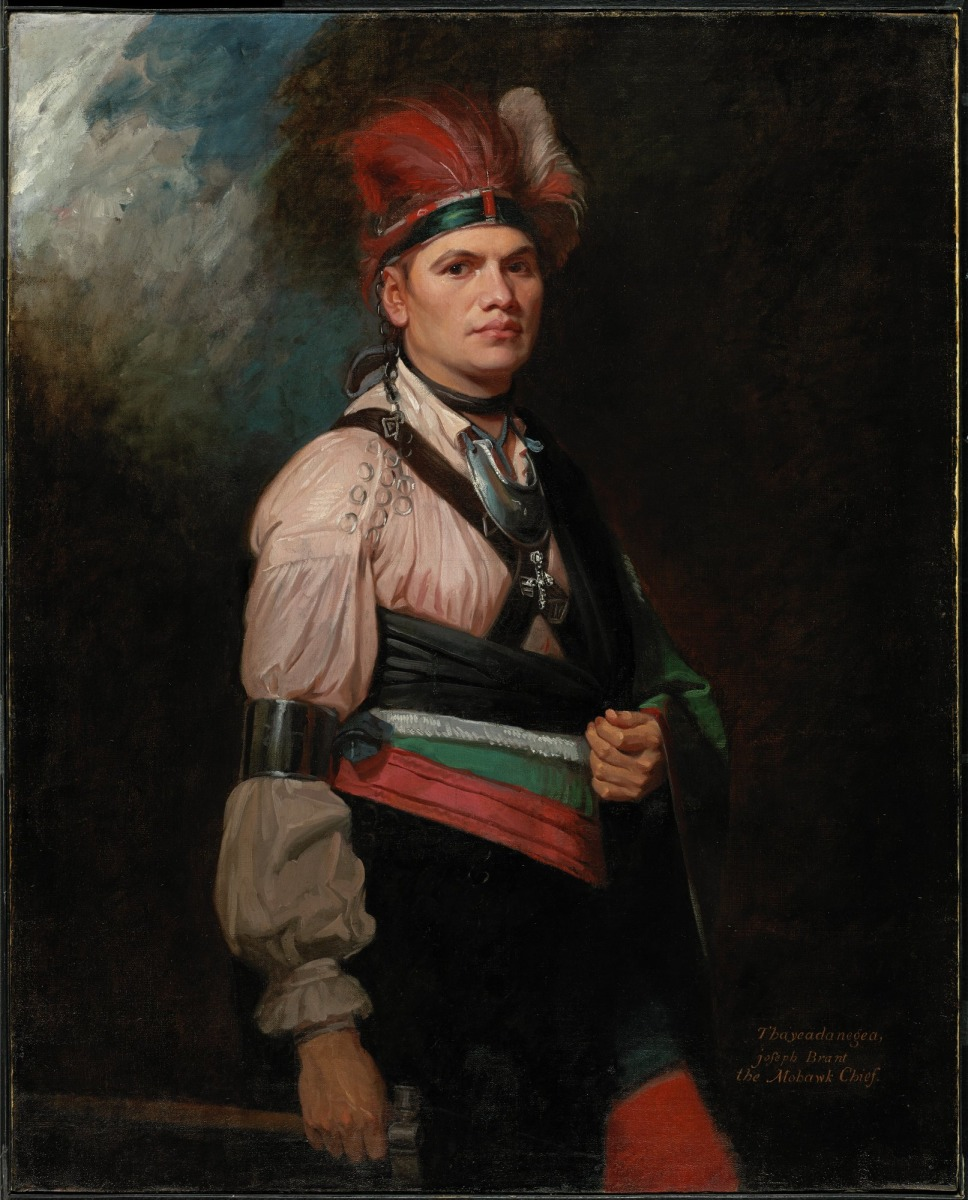
Joseph Brant, porträtt målat i London 1776 av George Romney.

Vid den amerikanska revolutionens utbrott deltog Joseph Brant i en delegation som åkte till England för att delge Londonregeringen sina synpunkter på indianfrågan i Nordamerika. Brant och hans irokesiske kamrat framförde irokesiska klagomål på de amerikanska bosättarnas intrång på irokesisk mark till kolonialministern, Lord George Germain. Kolonialministern höll med om att klagomålen var berättigade men att frågan inte kunde lösas förrän de Tretton koloniernas uppror hade upphört. Av detta svar, och den respons han fick från samtal med andra brittiska politiker, övertygade Brant att irokesernas framtid berodde på den brittiska kronans seger i striden med kolonisterna. 
Joseph Brant och de övriga delegaterna återvände till Nordamerika samtidigt med den brittiska landstigningen i New York i juli 1776 och deltog i de efterföljande striderna i augusti. Brant skickades sedan med en lojalistisk vän i hemlighet genom den patriotiskkontrollerade landsbygden till irokesernas hemland, där han ivrigt arbetade för att Irokesförbundet skulle överge sin neutralitet. Han organiserade en irreguljär strövkår, Brants frikår, med indianska och icke-indianska lojalister vilka bedrev ett partisankrig till stöd för den brittiska kronan i de norra delarna av kolonin New York. Sommaren 1777 deltog frikåren i St. Legers expedition och i det därmed sammanhängande slaget vid Oriskany. Även under resten av det amerikanska frihetskriget opererade Brants frikår som lojalistiska partisaner i norra New York, ofta i samarbete med Butler’s Rangers. Brant ledde bland annat angreppet på ett oneidasamhället, som hämnd för att dessa irokeser hade slutit upp på patrioternas sida. Han och hans trupp stred även i Ohiolandet.

## Irokesernas exodus

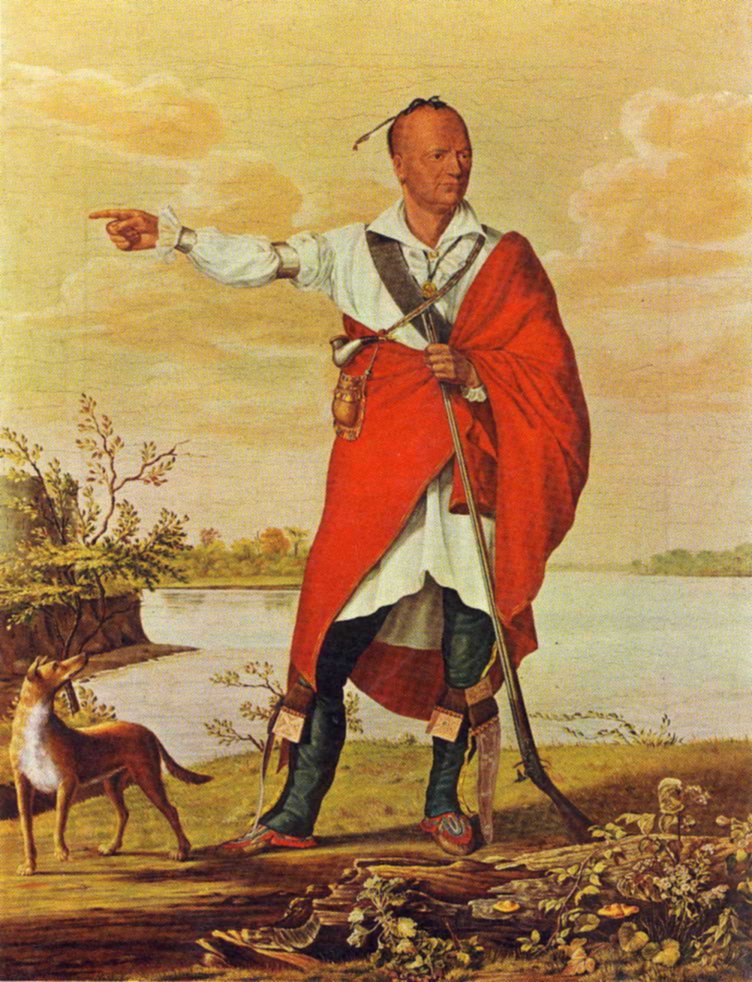
Joseph Brant 1807

Efter fredsslutet ledde Joseph Brant över 1 800 uramerikaner från New York till mark som upplåtits dem vid Grand River i Kanada. Där grundades 1784 staden Brantford. Utflyttarna var huvudsakligen mohawker och cayuga tillsammans med en del lenaper, creeker och cherokeser och andra vilka före den amerikanska revolutionen bosatt sig i irokesiska byar. Den rättsliga grundvalen för markupplåtelsen var oklar; Brant hävdade att den överlåtits på irokeserna med fullständig äganderätt och att de därför kunde upplåta, överlåta och försälja den efter eget skön, medan de brittiska kolonialmyndigheterna ansåg att den låg under deras förvaltarskap. Irokeserna sålde icke desto mindre sex stora områden till icke-uramerikaner. Köparna var personer som inbjudits att bosätta sig i området därför att Brant menade, att vita jordbrukare och köpmän kunde vara goda förebilder när irokeserna var tvungna att övergå till ett bofast levnadssätt.

## Indiankonfederationen
I fredsförhandlingarna mellan Storbritannien och Förenta Staterna ignorerade britterna fullständigt sina uramerikanska allierade och överlät hela territoriet mellan Appalacherna och Mississippifloden till den nya republiken, trots att så gott som hela området endast beboddes av uramerikaner. Joseph Brant försökte förena Irokesförbundet och Ohiolandets uramerikaner till en stor uramerikansk konfederation vilken skulle kunna motverka amerikansk eхpansionism. 1785 åkte han till London för att utverka ersättning för de förluster mohawkerna gjorde när de flydde från New York och för att få stöd för ett uramerikanskt försvarskrig mot Förenta Staterna. På den första punkten lyckades han, men på den andra fick han bara vaga förespeglingar. I Kanada arbetade däremot kolonialmyndigheterna för att skapa en uramerikansk buffertstat mellan Kanada och USA. Men det stora uramerikanförbundet fungerade inte och amerikanerna kunde under tvång sluta avtal om landavträdelser med varje enskild indiannation för sig. När det uramerikanska missnöjet ledde till det Nordvästra indiankriget, var kolonialmyndigheterna i Kanada tvungna att lyda Londonregeringens direktiv och lämna uramerikanerna utan militärt stöd. När den brittiska armén 1796 lämnade de fästningar och skansar som låg inom Förenta Staternas gränser blev uramerikanerna definitivt lämnade åt sitt öde. Brants vidare försök att ena urfolken i kamp mot amerikansk aggression kom därefter i den internationella fredens intressen att officiellt motarbetas av de brittiska kolonialmyndigheterna. 

## Familjeliv

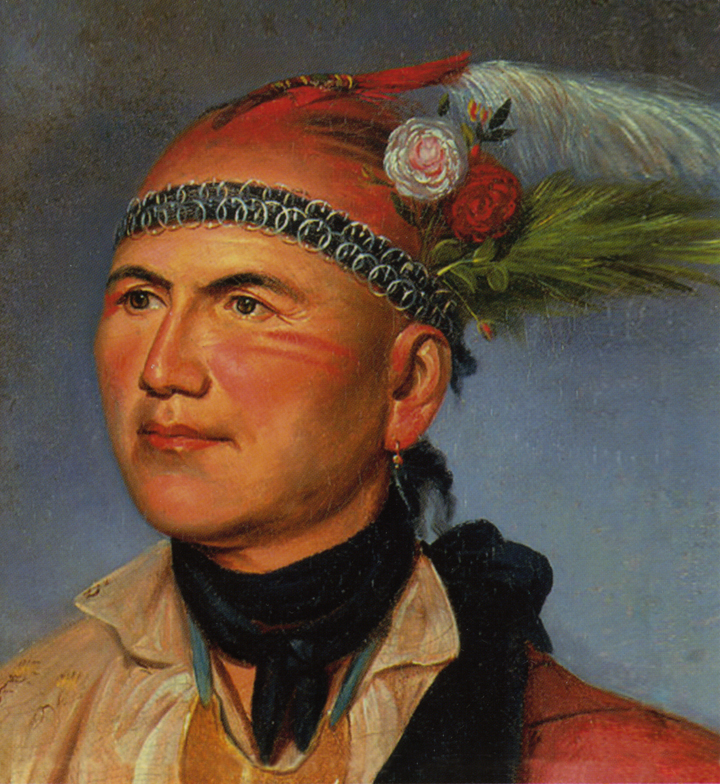
Joseph Brant 1797

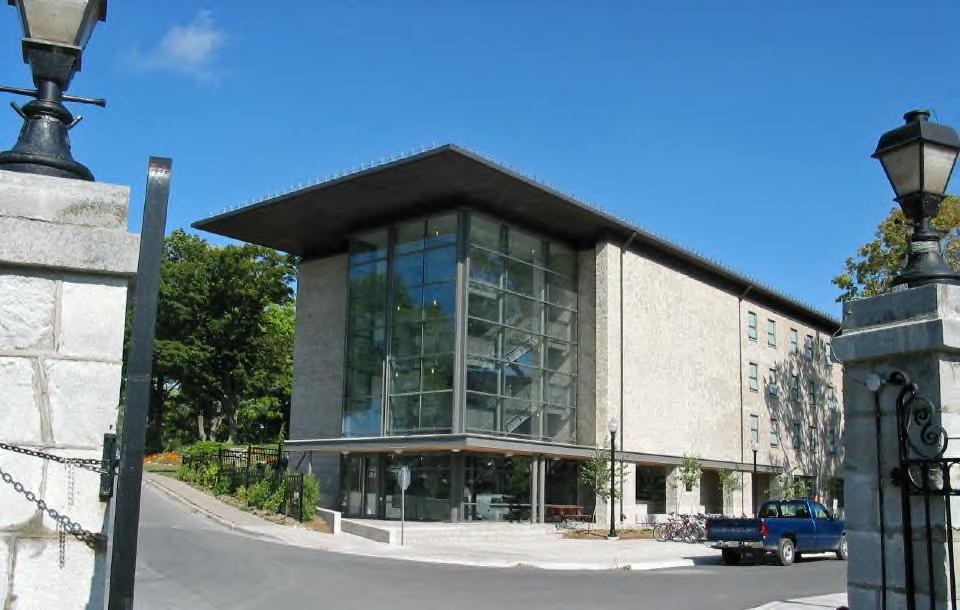
Fort Brant, en logementsbyggnad vid den kanadensiska militärhögskolan.

Joseph Brant gifte sig 1765 med en oneida, Margaret eller Neggen Aoghyatonghsera i en kongregationalistisk ceremoni. Paret slog sig ned i Canajoharie där de bodde i ett bekvämt hus. De fick två barn, Isaac och Christina. Margaret dog av tuberkulos 1771. Joseph ville då gifta om sig med hennes halvsyster Susanna, men då ett sådan äktenskap tillhörde de förbjudna leden enligt anglikansk kyrkorätt, genomfördes vigseln av en tysk pastor. Omkring 1779 gifte sig Joseph med Catharine (Ohtowa'kéhson); hon kom från en framstående släkt och blev sedan en klanmoder i mohawkernas sköldpaddsklan. I detta äktenskap föddes sju barn: Joseph, Jacob, Margaret, Catharine, Mary, John och Elizabeth. En tragisk händelse inträffade 1795, då den berusade äldste sonen Isaac anföll Brant med en kniv. När Brant försvarade sig sårade han sin son; såret infekterades och sonen dog. Det var en händelse som vållade honom djup smärta för resten av livet.

## Eftermäle
I samtida och sentida amerikansk historigrafi har Joseph Brant utpekats som ett monster, ansvarigt för massakrer på män, kvinnor och barn. Efter slaget om Wyomingdalen var det han som utpekades som den ansvarige ledaren, trots att han inte var närvarande. I Kanada däremot hedras Joseph Brant som en hjälte; han är en av de fjorton historiska personligheter som hyllas vid hjältemonumentet i Ottawa uppfört 2006. Redan 1886 uppfördes en stor staty av Brant i Brantford. Ett sjukhus i Burlington, Ontario, Joseph Brant Memorial Hospital, är uppkallat efter honom.